# Galam dei Pitti
Galam Cennalath (... – 580) è stato sovrano dei Pitti.
Secondo la Cronaca dei Pitti regnò o due o quattro anni, per un periodo insieme a Bridei (secondo alcune versioni). Per alcune versioni della Cronaca regnò dopo Gartnait e prima di Drest. Ciò potrebbe dipendere o da un errore del copista o dal fatto che avrebbe regnato in due momenti diversi. La morte di "Cennalath, re dei Pitti" viene collocata nel 580 dagli "Annali dell'Ulster" e da quelli di "Tigernach".